# 76-мм танкова гармата зразка 1938/39 років (Л-11)
76-мм танкова гармата зразка 1938/39 років (Л-11) — радянська танкова гармата, розроблена в СКБ-4 Ленінградського Кіровського заводу конструктором І. А. Махановим.

## Історія створення
У 1937 році з урахуванням іноземного досвіду танкобудування і війни в Іспанії керівництво РСЧА ухвалило рішення про створення 76-мм танкових гармат із балістикою 76-мм гармати зразка 1902/30 років зі стволом у 30 калібрів. Завдання на проектування було видано конструкторським бюро Кіровського заводу і заводу № 92 (Горький). Обидві створені гармати в травні 1939 року випробовувалися на полігоні Навчально-дослідного артилерійського полігону (НДАП). У ході випробувань в обох артсистем були виявлені як переваги, так і недоліки, але обидві гармати були прийняті на озброєння.

## Опис конструкції
За основу взята танкова гармата Л-10 з подовженням нарізної частини до 30 калібрів і зміцненими механізмами противідкатних пристроїв (гідропневматичне гальмо відкату з пружинним клапаном). Вертикальний клиновий напівавтоматичний затвор із пристроєм для відключення напівавтоматики. Характерні для гармат Маханова противідкатні пристрої, в яких рідина компресора безпосередньо контактувала з повітрям накатника. Дана схема має невиправний недолік — після стрільби з максимальним кутом піднесення швидкий перехід гармати на мінімальне відхилення і постріл призводить до виходу противідкатного пристрою з ладу.

## Боєприпаси
| Індекс пострілу | Снаряд  | Тип                | Маса снаряда, кг |
| --------------- | ------- | ------------------ | ---------------- |
| УОФ-354Б        | ОФ-350  | осколково-фугасний | 6,2              |
| УОФ-354А        | ОФ-250А | осколково-фугасний | 6,23             |
| УБР-354А        | БР-350А | бронебійний        | 6,3              |
| УБР-354Б        | БР-350Б | бронебійний        | 6,3              |
| УШ-354          | Ш-354   | шрапнель           | 6,5              |

| Дальність     | 100 м | 300 м | 500 м | 1000 м | 1500 м | 3000 м |
| ------------- | ----- | ----- | ----- | ------ | ------ | ------ |
| Товщина броні | 66 мм | 63 мм | 60 мм | 62 мм  | 46 мм  | 41 мм  |

## Виробництво
Вироблялася на Кіровському заводі. Випущено:
- У 1938 році 570 шт.
- У 1939 році 176 шт.

## Бойове застосування
Встановлювалася на танках Т-34 (450 гармат), КВ-1 (144), на дослідних танках СМЯ і Т-100, мотоброневагоні МБВ-2 № 2 (3). Крім того, на базі Л-11 була створена казематна артилерійська установка Л-17 зразка 1940 року (випущено близько 600 гармат).